# Medijalni krilasti mišić
Medijalni krilasti mišić (lat. musculus pterygoideus medialis)  je mišić glave, četverokutastog oblika. Mišić spada u skupinu žvačnih mišića. Mišić inervira lat. nervus mandibularis. 

## Polazište i hvatište
Mišić polazi s klinaste kosti, nepčane kosti i gornje čeljusti, ide prema natrag i dolje, te se hvata za medijalnu stranu donje čeljusti. 